# Lo Corral de Durro
Lo Corral de Durro és un indret del terme de Sarroca de Bellera, al Pallars Jussà, en el territori de l'antic terme de Benés.
Està situat a la part alta de la vall del riu de Manyanet, i és el lloc on es forma aquest riu, per la unió de diversos barrancs de muntanya, com el barranc del Cap de Llevata, el barranc Gros i el dels Plans. És a la dreta del riu de Manyanet, i sota i a migdia de la Serreta de la Mina, a llevant del Port d'Erta.